# Інська сільська рада
І́нська сільська рада (рос. Инский сельский совет) — сільське поселення у складі Шелаболіхинського району Алтайського краю Росії.
Адміністративний центр та єдиний населений пункт — село Іня.

## Населення
Населення — 554 особи (2019; 667 в 2010, 792 у 2002).